# Kathedraal van Napels
De kathedraal van Napels (Italiaans: Duomo di Napoli, Cattedrale di Santa Maria Assunta of Cattedrale di San Gennaro) is een katholieke kathedraal. Het is de belangrijkste kerk van Napels en de zetel van de Aartsbisschop van Napels. In de volksmond is de kathedraal bekend als "Cattedrale di San Gennaro", naar Januarius van Benevento, de beschermheilige van de stad. Onder de kathedraal kan men het baptisterium van een oudere kerk uit de 5e eeuw v. Chr. bezoeken.
De huidige kathedraal werd in opdracht van Karel van Anjou, de toenmalige koning van Napels, gebouwd. De kathedraal verving de vervallen basiliek Basilica del Salvatore of Basilica Stefania die nog dateerde van de 5e eeuw. Bisschop Stefano I was de bouwheer van deze oude basiliek. De basiliek werd afgesmeten ter uitbreiding van het aartsbisschoppelijk paleis, vlak naast de kathedraal.
- Catàleg d'autoritats de noms i títols de Catalunya: 981058614908806706
- Gemeinsame Normdatei: 4216823-5
- Nationale Bibliotheek van Tsjechië: uk20191029507
- Virtual International Authority File: 147813150